# Bomarea moritziana
Bomarea moritziana là một loài thực vật có hoa trong họ Alstroemeriaceae. Loài này được Klotzsch ex Kunth miêu tả khoa học đầu tiên năm 1850.